# Jardín Botánico de Aarhus

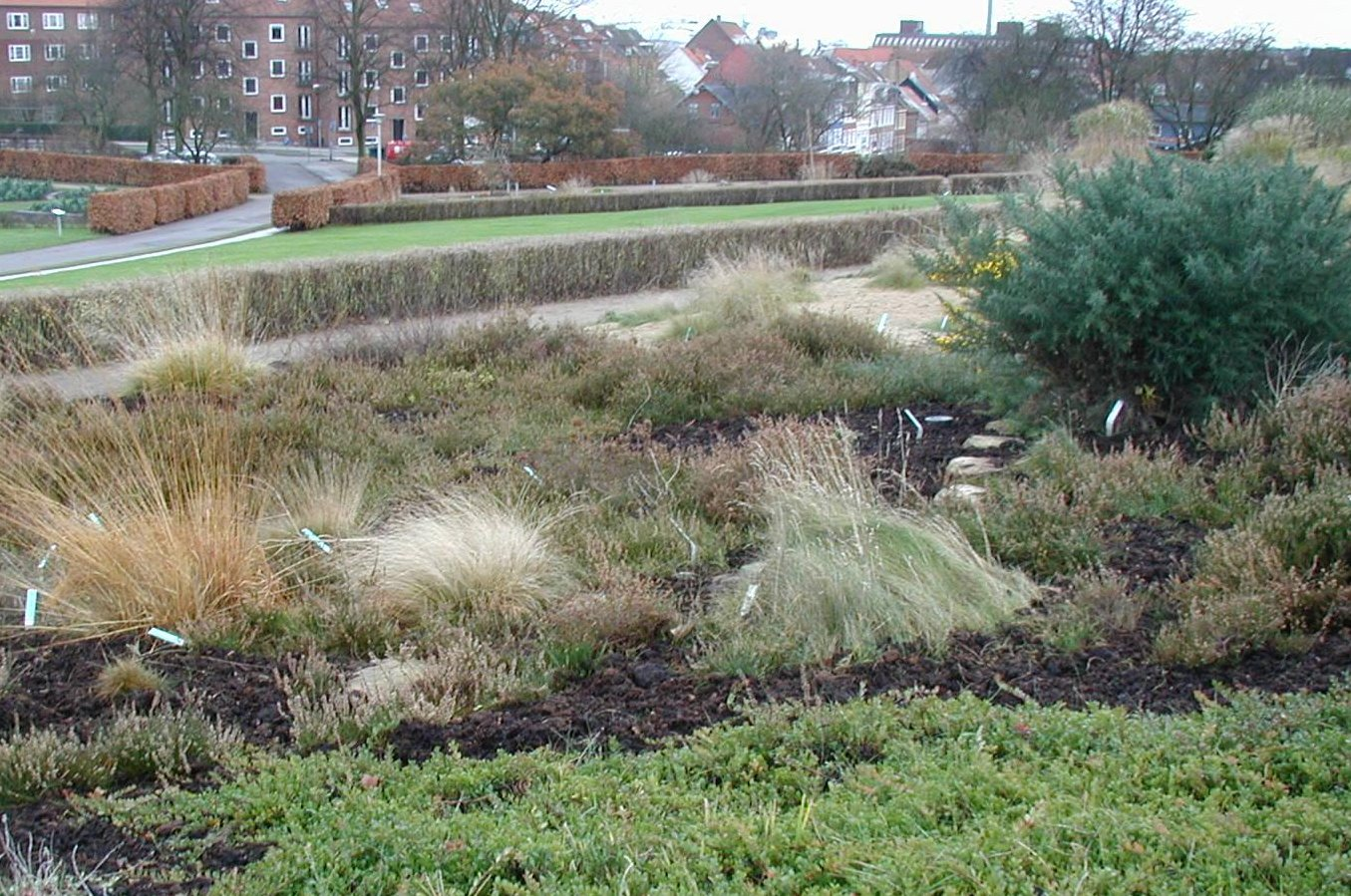
Brezal en el Jardín Botánico de Arhus

El Jardín Botánico de Aarhus (en danés: Botanisk Have (Aarhus)) es un jardín botánico de 16,5 hectáreas de extensión que está subvencionado por el ayuntamiento de la ciudad de Aarhus en Jutlandia Dinamarca y depende de la Universidad de Aarhus.

## Localización
Ny Munkegade, Bygning 540, 8000 Aarhus, Dinamarca.
- Teléfono: 8942 4703

## Historia
Este jardín botánico fue fundado en 1875.

## Colecciones
Las plantas que se albergan en este jardín se encuentran agrupadas en :
- Plantas danesas entre las que se incluyen las amenazadas y las que se encuentran en peligro de extinción.
- Plantas medicinales,
- Colecciones temáticas, como los Rhododendron, brezos, Sedum, Sempervivum, Koeleria, Trifolium, Helleborus, Alchemilla.
- Rosaleda, especializada en las especies de rosas europeas.
- Rocalla,
- Estanque
- Arboretum, se ha ido conformando durante el periodo de 1975 a 1998, con árboles y arbustos de las regiones templadas y boreales.
- Invernaderos, con cinco ambientes diferentes (subtropical con lluvias en invierno, seco de suculentas y cactus, subtropical con lluvias de verano, tropical con hierbas, lianas y parras y el de selva tropical), con un total de 2 000 m² que albergan a más de 4 000 especies.
- Herbario (Herbarium Jutlandicus), con unos 750,000 especímenes de plantas recolectadas por todo el mundo sobre todo la zona de la América tropical, la zona del Sahel africano y el sureste de Asia.